# Кардунијаш
Кардунијаш је назив за каситску државу у Месопотамији од 16. до 12. века.
Касити су индоевропски народ који је око 1700. дошао са истока. Спустио се са иранских планина са претензијом да заузме Месопотамију. У то време је Месопотамијом владала Аморитска династија, наследници Хамурабија. Ослабљено старовавилонско царство срушио је у пљачкашком походу хетитски цар Муршилис 1595. п. н. е. збацивши Шамшудитану, последњег аморитског владара.
Касити су 1593. под Гандашем заузели Вавилон и преплавили Месопотамију. Били су ратници и Месопотамија се поново вратила на почетак распадања племенске заједнице. Дошло је до опадања културе и продуктивности. Касити су прихватили локалну културу и богове и своју власт спроводили ослањајући се на свештенство из Нипура, верског центра.
Од 16. до 14. века је трајала консолидација и рехабилитација територије, да би у 12. веку поново била у зениту.
У 12. веку Месопотамије освајају Халдејци, семитски народ који долазе са запада.